# 誠と拓海はディナーのあとで
『誠と拓海はディナーのあとで』（まこととたくみはディナーのあとで）は、CBCラジオで放送されていたラジオ番組。

## 概要
『北野誠のズバリ』のパーソナリティ北野誠と、東海地方で活動するエンターテイメント集団『BOYS AND MEN』の土田拓海というおっさんとイケメンの異色タッグによる番組。毎回CBCラジオの出演者をゲストに迎えてフリートークを展開する。

土田の芸能活動休止を受け、2020年9月14日未明の放送分を最後に一旦番組を休止。次月10月11日からは同じく月一回のペースで『北野誠の深夜の雑談』を放送する。

## 放送時間
毎月第二日曜日(月曜未明): 24:00 - 25:00(深夜0:00 - 1:00)（2018年3月まで）、25:00 - 26:00(深夜1:00 - 2:00)（2018年4月から）

## 出演者

### パーソナリティ
- 北野誠
- 土田拓海（BOYS AND MEN）[2]